# Points West
Points West – amerykański film z 1929 roku. Ostatni całkowicie niemy film, jaki wyprodukowano w wielkich studiach hollywoodzkich.